# 陶佛锡
陶佛锡（1937年2月—），男，北京人，中国书法家，曾任中国书法家协会理事，河北省书法家协会常务副主席。